# Michael Callan
Michael Callan, all'anagrafe Martin Harris Calinieff (Filadelfia, 22 novembre 1935 – Los Angeles, 10 ottobre 2022) è stato un attore statunitense, vincitore del Golden Globe per il miglior attore debuttante nel 1961.

## Biografia
Iniziò ad esibirsi quindicenne nei night club, prima di trasferirsi a New York all'età di diciassette anni con lo pseudonimo "Mickey Calin". Il successo arrivò a Broadway, dove recitò nei musical The Boy Friend (1954) e Catch a Star (1955), prima di essere scelto da Jerome Robbins per interpretare Riff nella prima mondiale di West Side Story. Il musical fu un trionfo e l'interpretazione di Callan fu notata dai produttori della Columbia Pictures, che lo assunsero tra i propri attori. Dopo essere apparso nei film Cordura (1959), fu candidato al Golden Globe per il miglior attore debuttante per il film The Flying Fontaines (1959), un premio che vinse l'anno successivo per Because They're Young (1960). La sua ultima apparizione cinematografica risale al 2003, con il film Fratelli per la pelle.
Callan è morto il 10 ottobre 2022, a causa di una polmonite.

## Vita privata
Callan fu sposato tre volte: con Carlyn Chapman dal 1960 al 1967, con Patricia Harty dal 1968 al 1970 e Karen Malouf dal 1975 al 1984. Dal primo matrimonio ebbe le figlie Dawn e Rebecca.

## Filmografia parziale

### Cinema
- Cordura (They Came to Cordura), regia di Robert Rossen (1959)
- Pepe, regia di George Sidney (1960)
- Because They're Young, regia di Paul Wendkos (1960)
- Gidget Goes Hawaiian, regia di Paul Wendkos (1961)
- L'isola misteriosa (Mysterious Island), regia di Cy Endfield (1961)
- La notte delle iene (13 West Street), regia di Philip Leacock (1962)
- Okay Parigi! (Bon Voyage!), regia di James Neilson (1962)
- La pelle che scotta (The Interns), regia di David Swift (1962)
- I vincitori (The Victors), regia di Carl Foreman (1963)
- Squadra d'emergenza (The New Interns), regia di John Rich (1964)
- Cat Ballou, regia di Elliot Silverstein (1965)
- I magnifici sette cavalcano ancora (The Magnificent Seven Ride!), regia di George McCowan (1972)
- Il gatto e il canarino (The Cat and the Canary), regia di Radley Metzger (1978)
- Leprechaun 3, regia di Brian Trenchard-Smith (1995)
- Fratelli per la pelle (Stuck on You), regia di Peter e Bobby Farrelly (2003)

### Televisione
- Sotto accusa (Arrest and Trial) – serie TV, episodio 1x03 (1963)
- Squadra speciale anticrimine (The Felony Squad) – serie TV, episodio 2x20 (1968)
- Ellery Queen – serie TV, episodio 1x19 (1976)
- Charlie's Angels – serie TV, episodio 1x17 (1977)
- La signora in giallo (Murder, She Wrote) – serie TV, episodi 3x22-5x01-6x12-11x07 (1987-1994)

## Doppiatori italiani
Nelle versioni in italiano delle opere in cui ha recitato, Michael Callan è stato doppiato da:
- Massimo Turci in Cordura, L'isola misteriosa, Cat Ballou
- Cesare Barbetti in Okay Parigi!
- Antonio Colonnello in Ellery Queen
- Mauro Bosco in Love Boat
- Franco Zucca in La signora in giallo (ep. 5x01)
- Paolo Lombardi in La signora in giallo (ep. 6x12)
- Giancarlo Padoan in La signora in giallo (ep. 11x07)
- Emilio Cappuccio in Leprechaun 3